# سد الساقية الحمراء
سد الساقية الحمراء هو سد يقع في مدينة العيون على وادي الساقية الحمراء. يبلغ حجمه 1.3 مليون متر مكعب، وسعة حقينته 112 مليون متر مكعب.
ويعمل هذا السد على حماية مدينة العيون والمناطق المتواجدة بالسافلة من الفيضانات، كما يُساهم هذا السد في تطعيم الفرشة المائية عن طريق الرفع من مستوى مخزونها.

## تاريخ
تم تشييد هذا السد في سنة 1995، ولكن عقب الفيضانات الاستثنائية التي عرفتها المنطقة في سنة 2016 والتي خلفت خسائر جد مهمة تسببت في محاصرة مدينة العيون لعدة أيام وإلحاق أضرار بالسد، فقد تقرر إعادة بناءه، حيث تم في سنة 2018 إطلاق أشغال إعادة بناء سد الساقية الحمراء.
في أبريل 2021، وصلت أشغال إعادة بناء سد الساقية الحمراء إلى 41%.